# Краснодар-2
Краснодар-2 (рос. Краснодар-2) — залізнична станція Північно-Кавказької залізниці РЖД, одна з 3-х провідних станцій Краснодара.

## Опис
Розташований на території Центрального округу міста, за адресою: вулиця Гаврилова, 1.
Обслуговує тільки приміські поїзди. Поїзди далекого прямування з Ростова у Краснодар і Краснодара на Ростов проходять без зупинки.
Будівля вокзалу має приміські каси, кафе, банкомат і зал очікування.
Поруч з вокзалом розташовується однойменний автовокзал, зупинки автобуса, трамвая і тролейбуса.